# Мейл-арт

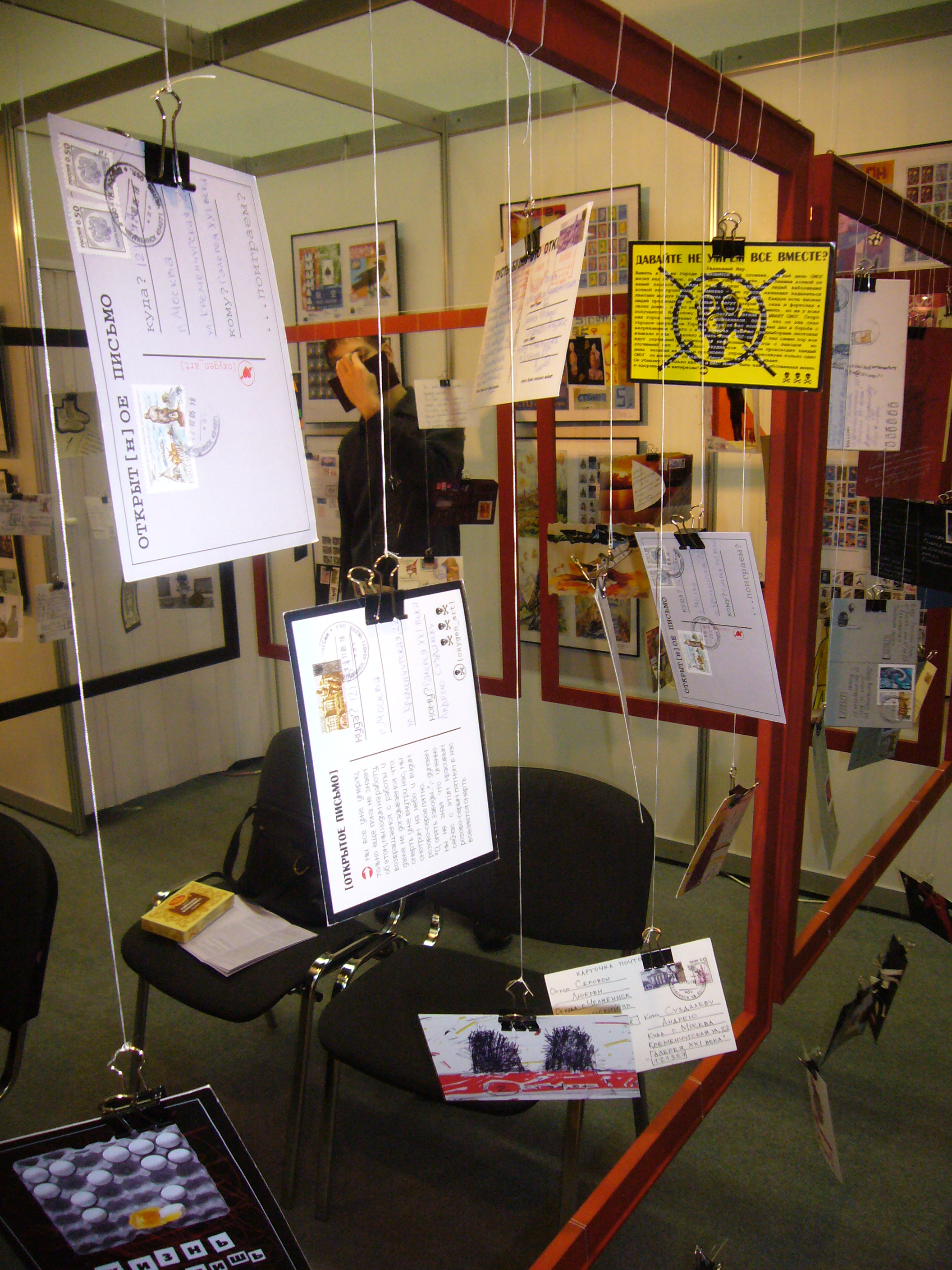
У стенда «Галерея XXI века», посвящённого мейл-арту. Выставка «PostCardExpo-2008» в Москве

Мейл-арт (англ. mail art) — вид современного изобразительного искусства, применяющий почтовые марки и другие почтовые материалы как изобразительные средства.

## Описание
Под понятием мейл-арт обычно подразумевается искусство арт-коммуникации при помощи почты, интернета, мобильной связи и прямого личного общения. Первоначально для этой цели применяли обычную почту, что послужило толчком для развития snail mail art (от англ. snail mail — «улиточная почта») и всего описываемого направления.
Появившись вследствие потребности к общению на расстоянии, мейл-арт стал признаваться отдельным направлением в искусстве с конца 1950-х годов. В 1962 году Рей Джонсон (1927—1995) основал Нью-Йоркскую школу корреспонденции (англ. New York Correspondance School, сокращённо NYCS). Вместе со своим другом Диком Хиггинсом Джонсон обратился к использованию почтовых конвертов для самовыражения, что восходит к ранним попыткам Маринетти и представителей дадаизма и сюрреализма и экстравагантным работам некоторых художников 1950-х годов, например, Эда Рейнхарда и Ива Кляйна.
В 1964 году направление мейл-арта переросло в международное движение благодаря усилиям группы художников Флюксус, в которую входили Бен Вотье, Джордж Мачюнас, Йоко Оно, Джордж Брехт и других. На протяжении 1960-х годов Флюксус совместно с NYCS развивали это независимое направление в искусстве, превратив его в «сеть» общения средствами авангардизма.
Наиболее распространенный объект мейл-арта — обычный конверт, превращаемый в произведение искусства вне контекста собственно письма. При этом конверт может украшаться рисунком обычной техники или в виде коллажа, с помощью авторского штемпеля или добавлением наклеек, именуемых «марками». При прохождении через почту произведение мейл-арта нередко дополняется ещё одним важным элементом — почтовым штемпелем, и таким образом почта становится невольной участницей творческого процесса. Особенность жанра заключается в том, что дополнительные расходы на создание произведений мейл-арта не превышают затраты на почтовые услуги, а сама демонстрация искусства ограничивается малым пространством обычного конверта.
В мейл-арте интерес также представляет повторное использование старых конвертов, что может вызывать иллюзию получения почты от незнакомца или из другой страны. Внутри конвертов могут вкладываться картины, самиздатовские книги, тексты и т.д. для акцентирования экспериментального характера работ и творческого поиска в мейл-арте.
В 1985 году японский художник Рёсуке Коэн делает свои первые работы масштабного «Brain Cell Mail art Project» (Проект Мозговой ячейки), за все время существования которого (продолжается по сей день) в нём приняли участие тысячи участников. В период с 1985 по 2002 год «Brain Cell» насчитывал более 6000 участников из 80 стран со всего мира. К концу июня 2018 года художником был выпущен тираж «Brain Cell» № 1021.
В 1994 году голландский почтовый художник Руд Янссен начал серию почтовых интервью, которые стали важным вкладом в мейл-арт.
К 1990-м годам мейл-арт достиг пика с точки зрения глобальной почтовой деятельности, и художники, учитывая растущие тарифы, начали постепенную миграцию коллективных художественных проектов в Интернет и новые, более дешевые формы цифровой связи. Интернет способствовал более быстрому распространению приглашений к участию в мейл-арт-проектах и притоку новичков.

## Философия и принципы
Несмотря на многочисленные влияния и сходства между историческим авангардом, альтернативными художественными практиками (визуальная поэзия, копировальное искусство, книги художника) и мейл-артом, это направление имеет принципиальное отличие: возможность игнорировать и избегать рынок коммерческого искусства. Любой человек, имеющий доступ к почтовому ящику, может участвовать в творческом процессе и обмениваться бесплатными произведениями искусства, и каждый участник может самостоятельно решать, как и когда отвечать (или не отвечать) на часть входящей почты. Участники приглашаются другими участниками в коллективные проекты или выставки, заявки не проходят отбор и не оцениваются. Хотя к работам могут быть предъявлены частные требования, вроде определённой темы, размера или отправки до определённого срока, в остальном в мейл-арте принимаются все работы.
Открытость и инклюзивность являются философией мейл-арт, что иллюстрируется «правилами», включенными в приглашения в проекты: на выставках мейл-арта нет жюри, нет платы за участие, нет цензуры, все работы выставляются. Первоначальные материалы не подлежат возврату и остаются собственностью организаторов, но каталог или документация бесплатно рассылаются всем участникам в обмен на их вклад. Хотя эти правила иногда изменяются, в целом в течение четырёх десятилетий они пережили лишь незначительные корректировки и уточнения, например, добавление просьб избегать явного сексуального характера работ, приглашение к участию определённых художников или недавно появившаяся тенденция размещать цифровую документацию в блогах и на сайтах, вместо того, чтобы лично отправлять бумажные экземпляры участникам.
Выставки мейл-арта проходят как в галереях и музеях по всему миру, так и в альтернативных пространствах: частных квартирах, муниципальных зданиях. Выставки, тематические периодические издания и проекты являются внешней стороной мейл-арта, за которой спрятано прямое и личное взаимодействие между отдельными участниками. Художники направления ценят процесс обмена идеями и чувство принадлежности к глобальному сообществу, которое способно поддерживать мирное сотрудничество вне различий в языке, религии и идеологии — это одно из отличий мира мейл-арта от мира коммерческих почтовых открыток и просто искусства, пересланного посредством почты.
Художник мейл-арта может иметь сотни корреспондентов из разных стран мира или создать небольшую группу единомышленников. Результаты творчества являются объектом интереса библиотек, архивов, музеев и частных коллекционеров. Но также состоявшееся произведение может быть переработано в новое и отправлено обратно отправителю или другому участнику почтовой художественной сети.

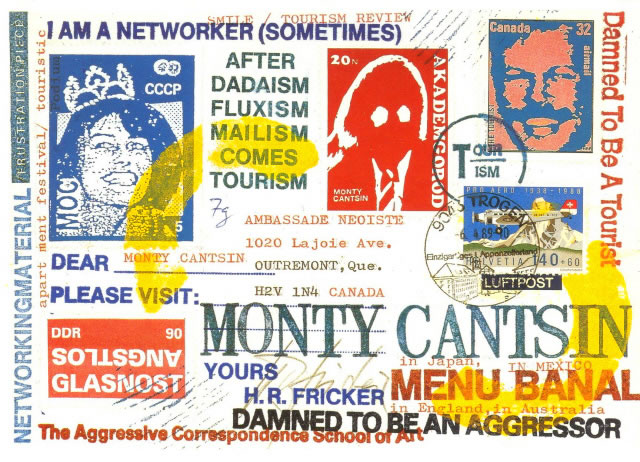
HR Fricker. Конверт (1990)

Рэй Джонсон двусмысленно высказался: «Mail art has no history, only a present», и его игривое настроение разделили остальные художники, создавшие собственную мифологию. Пародийные художественные движения, такие как неоизм и плагиаризм, бросили вызов понятию оригинальности, сходно с ними были придуманы общедоступные псевдонимы Монти Канцин и Карен Элиот. Для создания антимарок появились полувымышленные организации, виртуальные территории и воображаемые страны. Предпринимались попытки изучить и записать историю мейл-арта на протяжении пяти десятилетий. Различные эссе, дипломные работы, руководства и сборники статей по этому направлению появились в печати и в Интернете, часто написанные давними участниками движения.

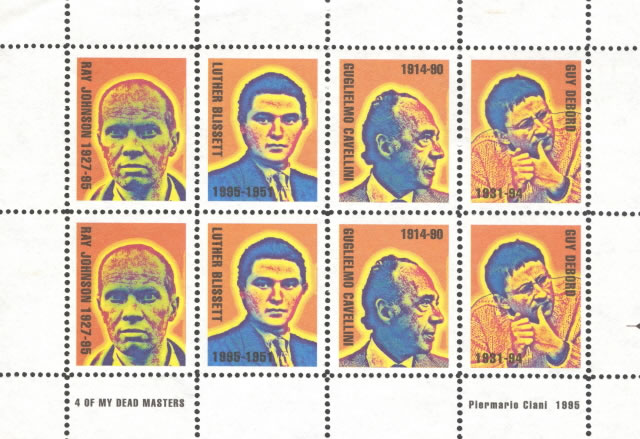
Пьермарио Чиани. Лист артимарок (ок. 1995)

Гай Блеус и Жан Спиру. Лист артимарок (2003)

## Художественная техника
Демократический дух мейл-арта определил разнообразие художественных форм, используемых для создания произведений. Частое использование определённых материалов и приёмов связано с их доступностью, удобством и возможностью создавать копии.

### Штемпели и антимарки
В мейл-арте используется несколько графических форм, заимствованных из почтовой системы. Штемпели, официально применяемые в почтовой переписке и ранее нашедшие место в произведениях дадаизма и флюксуса, используются и в мейл-арте. Это могут быть как существующие штемпели, так и изготовленные художником по собственному проекту. Неофициальные штемпели могут нести дополнительный смысл или просто идентифицировать отправителя. Их использование превращает обычные открытки в произведения искусства и делают конверты важной частью произведений мейл-арта.

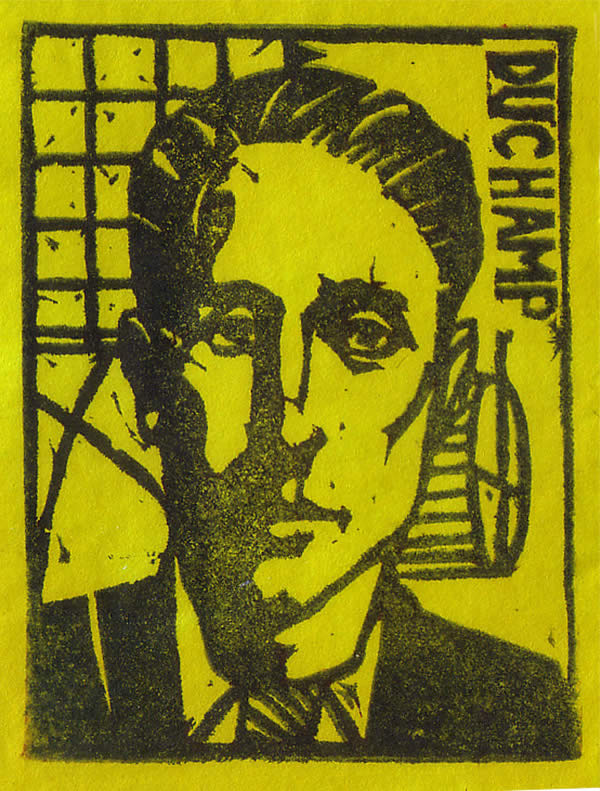
Штемпель Пола Джексона (ок. 1990)

Мейл-арт также аппроприировал почтовую марку в качестве формата для самовыражения. Вдохновленные марками-синдереллами и поддельными марками флюксус, создатели антимарок образовали целое сообщество, занимающихся созданием и обменом своих марок. Художник Джерри Древа из группы концептуального искусства Les Petits Bonbons создал набор марок, который отправил Дэвиду Боуи. музыкант использовал их в качестве прообраза для обложки сингла «Ashes to Ashes», выпущенного в 1980 году. Антимарки, как и штемпели, стали важной составляющей произведений мейл-арта, особенно открыток и конвертов.

### Конверты
Некоторые художники уделяют больше внимания конвертам, чем их содержимому. Расписанные конверты являются уникальными произведениями искусства, в которых частью работы становится рукописный адрес. Художественную обработку разными методами проходят открытки, конверты и их содержимое.

### Печать и копирование
Печать используют художники, желающих обеспечить широкое распространение своим работам. В дополнение штемпелям для создания копий используются различные технологии копирования, включая ксерографию и фотокопию, как чёрно-белые, так и цветные. Также письма могут копироваться по получении, а затем, с добавлениям, отправляться следующему адресату. Ключевую роль ксерография сыграла в распространении короткоживущих периодических изданий, посвящённых мейл-арту, и в создании итоговой документации, предназначенной для рассылки участникам проекта. После появления цифровых технологий её место заняло преобразование документации в формат PDF и рассылка по электронной почте. В качестве художественной формы широко используется фотография: для изготовления марок, штемпелей, в итоговой документации, в периодических изданиях.

### Текст и язык
Текст, написанный от руки или напечатанный, являются неотъемлемой частью мейл-арта. Письменное слово используется как форма художественного творчества, а также для личных сообщений, передаваемых с произведением искусства. Так как мейл-арт происходит из США, английский язык изначально был основным языком общения, однако всё большее число художников и групп в Интернете теперь общаются на бретонском, французском, итальянском, немецком, испанском и русском языках.

### Другие носители
В дополнение к аппроприации почтовой марки, художники мейл-арта заимствовали и другие форматы печатных работ. Ими используются книги художников, декобуки и книги дружбы, банкноты, наклейки, билеты, коллекционные карточки, значки, упаковка для продуктов питания, схемы и карты.
В произведения мейл-арта легко смешиваются разные техники. Популярны коллаж и фотомонтаж, придающие некоторым произведениям стилистические качества поп-арта или дадаизма. Художники часто используют коллаж для изготовления оригинальных открыток, конвертов и работ, которые могут быть преобразованы с использованием техники копирования или компьютерного программного обеспечения, а затем фотокопированы или распечатаны ограниченным тиражом.
Печатная продукция и эфемера, циркулирующие среди художников, после художественной обработки попадают в сеть мейл-арта. Небольшие ассембляжи, скульптурные формы или найденные предметы неправильной формы и размера складываются или намеренно отправляются в развернутом виде, чтобы испытать на прочность почтовую службу. В конце 1990-х годов получили распространение почтовые открытки из искусственного меха («Hairmail», «волосатое письмо») и искусственной газонной травы.
Заимствовав понятие интермедиа у флюксуса, художники часто проявляют активность одновременно в нескольких различных сферах искусства. Достаточно рано в мейл-арт были интегрированы музыка и звук, сначала с использованием аудиокассет, затем компакт-дисков и звуковых файлов, отправляемых через Интернет.
Перформанс также стал заметным проявлением мейл-арта, особенно после появления встреч и конференций, посвящённых мейл-арту. Записи выступлений передаются через Интернет. Видео также всё чаще используется для документирования выставок мейл-арта всех видов.

## Мейл-арт в СССР и России
Необычные экспонаты — картины, выполненные из марок, — демонстрировались в СССР в 1924 году, во время проведения первой Всесоюзной выставки по филателии и бонам в Москве.
Собственно мейл-арт появился в СССР в конце 1980-х годов. Первая выставка мейл-арта была организована Сергеем Сигеем и Ры Никоновой в январе 1989 года в городе Ейске. В 1989 году в журнале «Искусство» вышла первая на русском языке статья о мейл-арте, автором которой был С. В. Сигей. В 1990-е — 2000-е годы работать в этом жанре стали художники Дмитрий Булатов и Юрий Гик (Калининград), Михаил Погарский (Москва), и ряд других художников из Санкт-Петербурга, Екатеринбурга, Нижнего Новгорода, Новосибирска и Калуги.
С 2000 года, при участии жившего в Париже современного художника-авангардиста Владимира Котлярова-Толстого, начала формироваться коллекция мейл-арта в Центральном музее связи имени А. С. Попова. В начале 2001 года при музее был создан Центр мейл-арта. Кроме того, здесь ежегодно в рождественские праздники (начиная с 2004 года) проводится фестиваль «Мэйлартиссимо», в котором участвуют художники из России и из-за рубежа, а также осуществляются другие проекты (например, детская выставка-акция «Почтовые игры»).

Примеры экспозиций мейл-арта
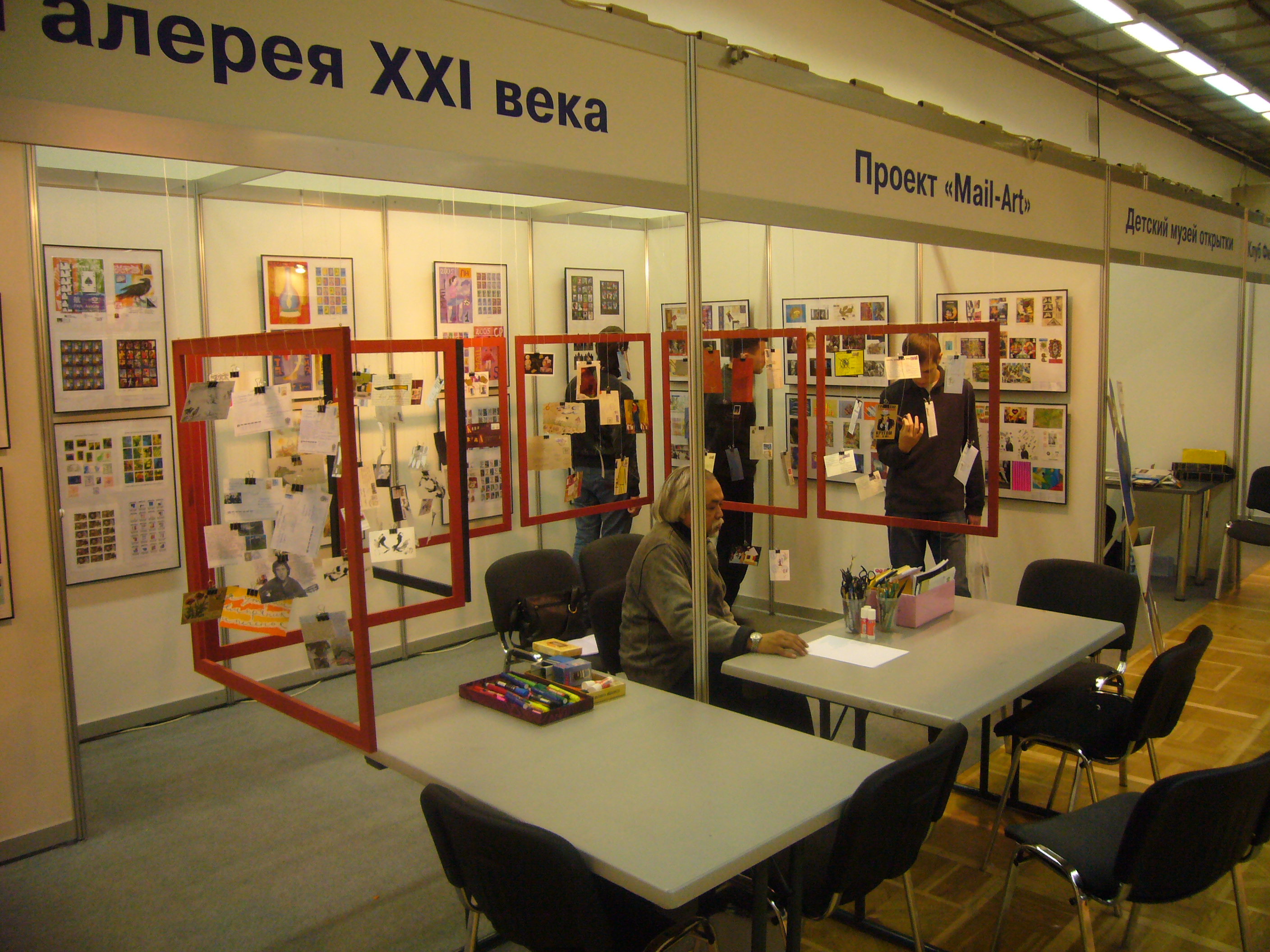
Стенд «Галерея XXI века — Проект „Mail-Art“». Выставка «PostCardExpo-2008» в Москве
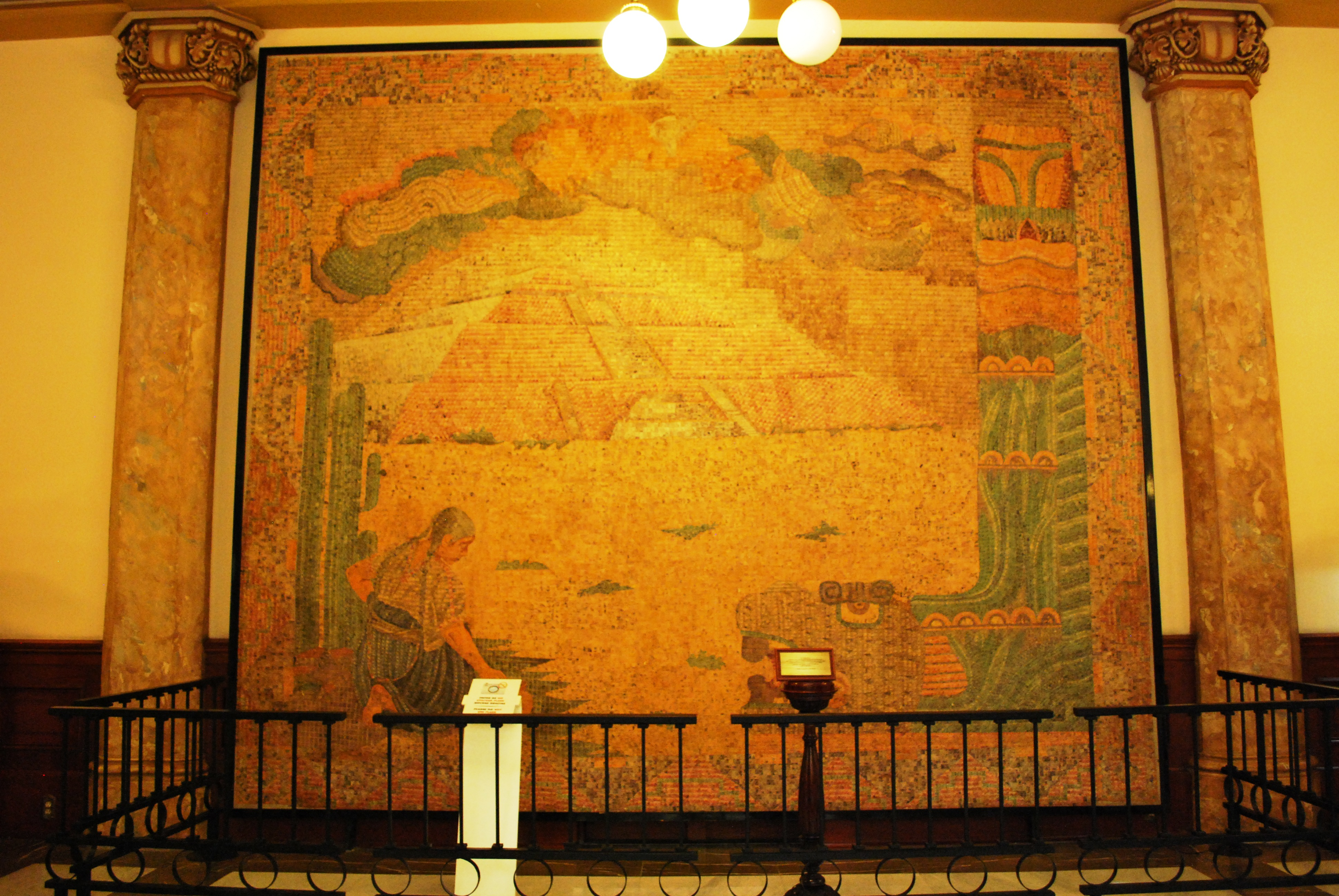
Настенное панно «Тараск», выполненный из гашёных марок. Автор — Пабло Маганья Гонсалес (исп. Pablo Magaña Gonzalez). Дворец почты в Мехико (Palacio de Correos de Mexico)
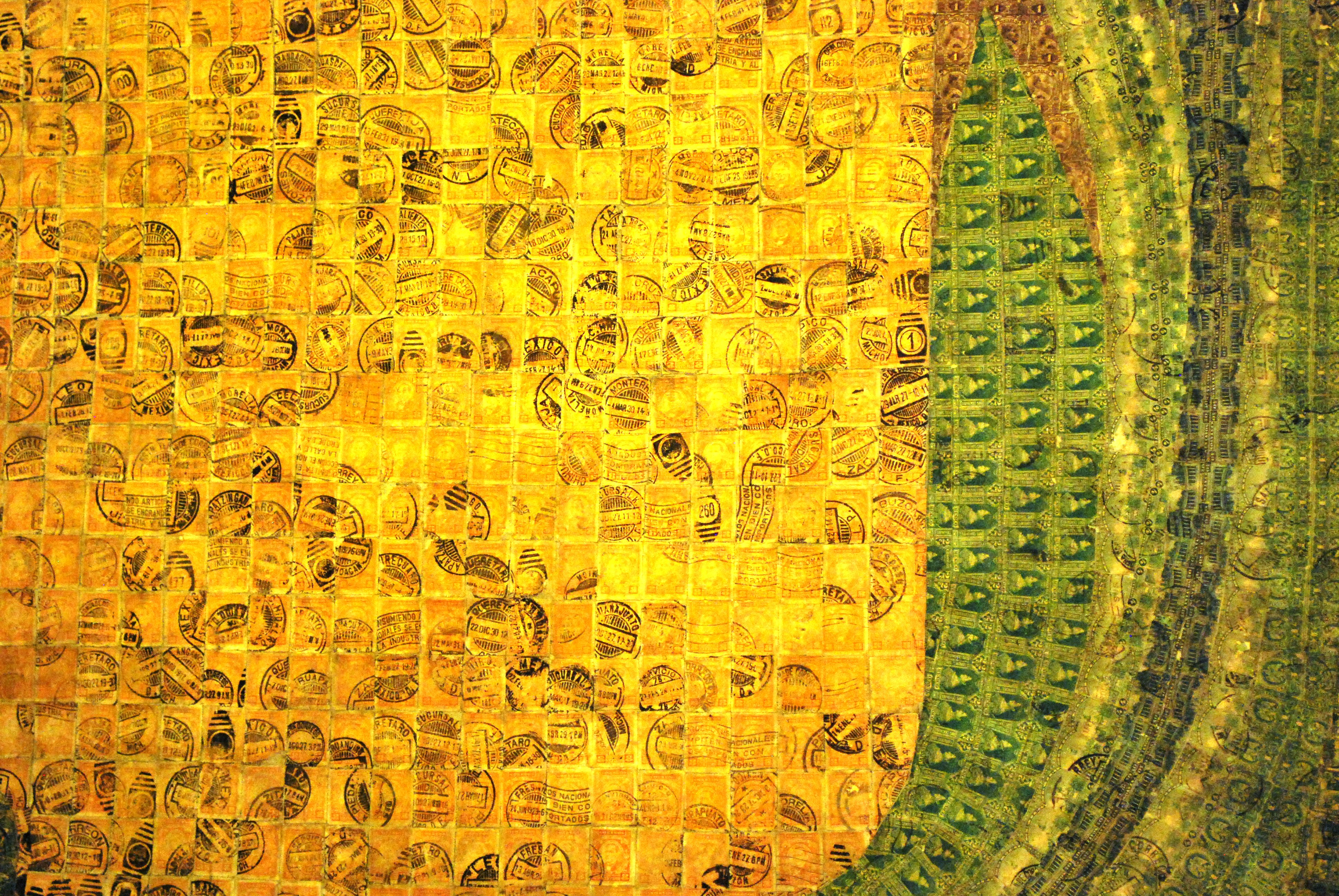
То же. Деталь
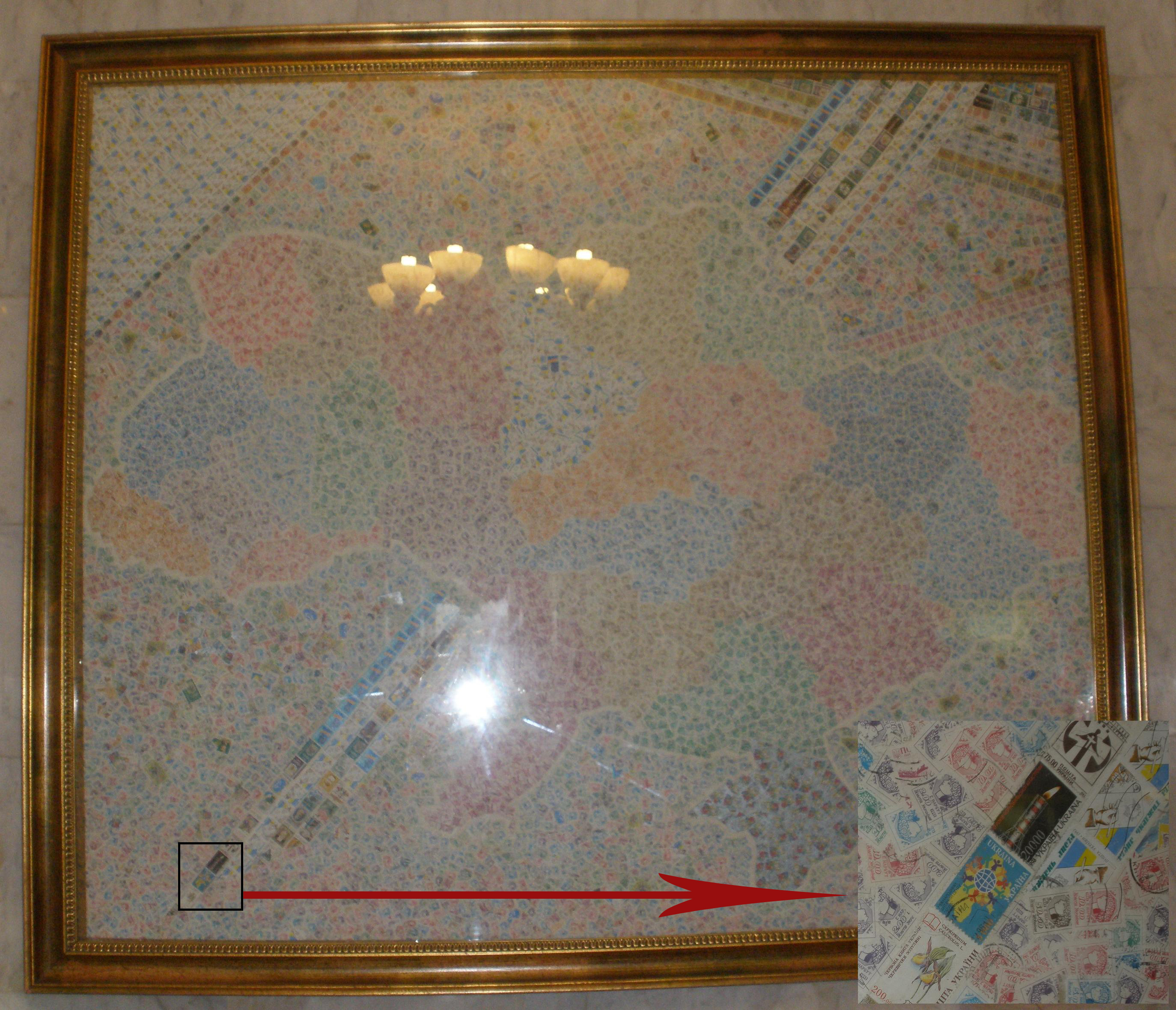
Карта Украины, составленная из почтовых марок Украины, прошедших почту. Киевский главпочтамт

## Интересные факты

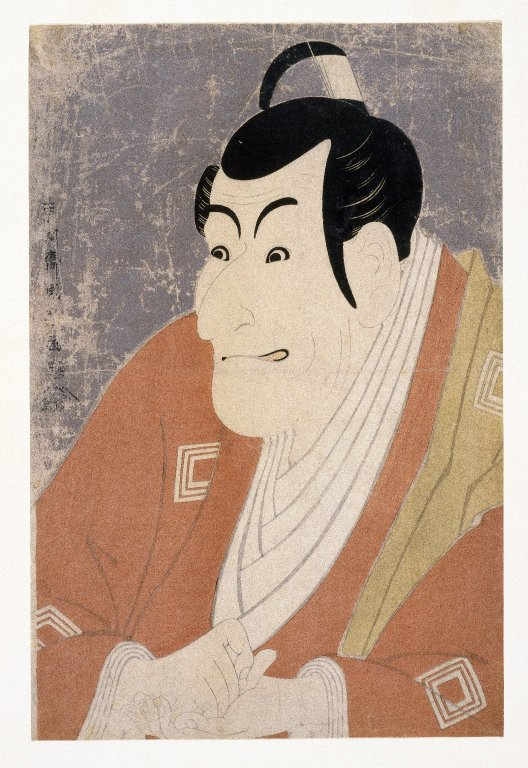
Портрет Э. Итикавы работы Сяраку был воспроизведён сначала на японской марке, а затем «воссоздан» в виде марочного панно

В середине 1970-х годов сообщалось о том, что в Японии студент Масахиро Такэда собрал вместе с друзьями 20 000 гашёных марок и наклеиванием их на панель воспроизвёл картину известного японского художника Тосюсая Сяраку (ок. 1770—1825). На картине был запечатлён Эбидзо Итикава — популярный актёр национального японского театра «Кабуки», причём этот портрет в своё время уже появлялся на одной из японских марок.

## Комментарии
1. ↑  Слово «present» может быть переведено и как «настоящее», и как «подарок».